# Dietrich Maier
Dietrich Maier (* 2. Februar 1944 in Heidelberg; † 26. Oktober 2015) war ein deutscher Chemieingenieur. Er war Leiter der Wasserwerke der Stadtwerke Karlsruhe und lehrte seit 1983 als Privatdozent und Honorarprofessor an der Universität Karlsruhe (TH / KIT).

## Werdegang
In Heidelberg geboren, wuchs Maier in Karlsruhe auf. Am dortigen Kantgymnasium legte er 1963 sein Abitur ab und wurde für die besten Leistungen im Fach Chemie mit einem Preis ausgezeichnet. Im Anschluss nahm er an der Technischen Hochschule Karlsruhe das Studium der Chemie auf und wurde noch als Student persönlicher Assistent des Wasserchemikers Heinrich Sontheimer. Nach Abschluss als Diplom-Chemiker im Jahr 1968 war er vom 1. Januar 1969 bis 30. September 1972 an der Fakultät Chemieingenieurwesen der Universität Karlsruhe tätig. Während dieser Zeit bereitete er seine Promotion zum Dr. Ing. vor, die er 1971 mit „summa cum laude“ abschloss. 1981 habilitierte er sich daselbst und erhielt 1982 die Venia legendi. 1983 verlieh ihm der baden-württembergische Wissenschaftsminister Engler  den Titel eines Honorarprofessors.
Maier war ab 1. Oktober 1972 Leiter des Betriebs- und Forschungslabors des Zweckverbandes Bodensee-Wasserversorgung (BWV). Zum 1. Juli 1987 wechselte er zu den Stadtwerken Karlsruhe und war dort bis 1. August 1990 Leiter der Wasserwerke und vom 1. August 1990 bis 30. September 2001 stellvertretender Geschäftsführer der Versorgungsbetriebe (Wasser, Strom, Gas, Fernwärme). Seit dem Jahr 2001 leitet er eine selbständige Forschungsgruppe im Heinrich-Sontheimer-Laboratorium für Wasserforschung und Wassertechnologie am TZW-Technologiezentrum Wasser, Karlsruhe.
Bereits mit seiner ersten Veröffentlichung als Student, einer Untersuchung zur Beseitigung von Ölverschmutzungen auf Gewässern mit Bindemitteln setzte Maier neue wissenschaftliche Erkenntnisse so um, dass sie bis heute in der Beseitigung von Gewässerverunreinigungen Gültigkeit haben. Die Themen Wasseranalytik, Trinkwasseraufbereitung und Notwasserversorgung blieben Schwerpunkt seiner wissenschaftlichen Arbeit. Dazu legte er etwa 220 Veröffentlichungen vor und hielt ca. 200 Vorträge. Bis 2014 hat er 6 wissenschaftliche Fachbücher publiziert. Zu der von ihm gegründeten Schriftenreihe "Wasser und Brunnen" (ISSN 1867-8300) erschienen bis 2014 sechs Hefte.
Neben seiner beruflichen und wissenschaftlichen Arbeit trat Maier durch sein ehrenamtliches Engagement hervor. Im März 2004 war er Gründer und bis Juni 2009 Vorsitzender der Europäischen Brunnengesellschaft, die sich für die Pflege alter Brunnen im Sinne des Denkmalschutzes einsetzt. Seit Juni 2009 ist er deren Ehrenpräsident. Auch der internationalen Arbeitsgemeinschaft Wasserwerke Bodensee-Rhein (AWBR) mit vielen Mitgliedern aus der Schweiz, aus Liechtenstein, Österreich, Frankreich und Deutschland steht er als Ehrenpräsident zur Verfügung.
Nach dem Seebeben im Indischen Ozean am 26. Dezember 2004 übernahm Maier die Leitung einer interdisziplinären Gruppe von Helfern, die in Sri Lanka die Trinkwasserversorgung wiederherstellte, um die Ausbreitung von Seuchen zu verhindern. Mit dem gleichen Ziel war er 2008 nach dem Ausbruch der Cholera in Simbabwe und 2010 nach dem Erdbeben in Haiti im Einsatz. 2013 organisierte er nach dem Taifun auf den Philippinen zusammen mit 2 Hilfsorganisationen die Notwasserhilfe.
Er war Vizepräsident der von ihm gegründeten International Water Aid Organisation (IWAO), Mitglied der International Ozone Association (IOA), Mitglied des Deutschen Vereins des Gas- und Wasserfaches und dort Obmann des Projektkreises Notwasserversorgung sowie Mitglied der Wasserchemischen Gesellschaft in der Gesellschaft Deutscher Chemiker.

## Ehrungen
- 1976: Wissenschaftlicher Nachwuchspreis der Fachgruppe Wasserchemie, Kiel
- 1981: Best Paper Award, Ozone World Congress, Washington
- 1983: Werner-von-Siemens-Medaille, Essen
- 2002: Ehrenpräsident der Arbeitsgemeinschaft Wasserwerke Bodensee-Rhein (AWBR)
- 2006: Preis des NATIONAL GEOGRAPHIC GLOBAL EXPLORATION FUND
- 15. Juli 2009: Verdienstkreuz am Bande der Bundesrepublik Deutschland
- 16. Dez. 2009: Verleihung des Titels Doctor of Science honoris causa der University of Ruhuna, Sri Lanka (Dr. h. c.)
- 1. Dezember 2009: Deutscher Bürgerpreis 2009, Rubrik Alltagshelden für die Europäische Brunnengesellschaft e.V.

## Quelle
- Renommierter Karlsruher Trinkwasserexperte feiert 65. Geburtstag, Pressemitteilung der Stadtwerke Karlsruhe vom 3. Februar 2009